# Нидерајхбах
Нидерајхбах (њем. Niederaichbach) општина је у њемачкој савезној држави Баварска. Једно је од 35 општинских средишта округа Ландсхут. Према процјени из 2010. у општини је живјело 3.654 становника. Посједује регионалну шифру (AGS) 9274156.

## Географски и демографски подаци
Нидерајхбах се налази у савезној држави Баварска у округу Ландсхут. Општина се налази на надморској висини од 376 метара. Површина општине износи 34,1 km². У самом мјесту је, према процјени из 2010. године, живјело 3.654 становника. Просјечна густина становништва износи 107 становника/km².